# 帕克西科 (堪薩斯州)
帕克西科（英語：Paxico）是一個位於美國堪薩斯州沃邦西縣的城市。

## 地方資料
根據2020年美國人口普查的數據，帕克西科的面積為0.38平方千米，當中陸地面積為0.38平方千米，而水域面積為0.00平方千米。當地共有人口210人，而人口密度為每平方千米552.63人。